# بيير بوشامب
بيير بوشامب (بالفرنسية: Pierre Beauchamp)‏ هو مصمم رقص وملحن وراقص باليه وموسيقي فرنسي، ولد في 30 أكتوبر 1631 في باريس في فرنسا، وتوفي بنفس المكان في 1 فبراير 1705.

## وصلات خارجية
- بيير بوشامب على موقع الموسوعة البريطانية (الإنجليزية)
- بيير بوشامب على موقع ميوزك برينز (الإنجليزية)
- بيير بوشامب على موقع أول ميوزيك (الإنجليزية)